# 海国兵談
『海国兵談』（かいこくへいだん）は、江戸時代中期に林子平によって書かれた政論書。全16巻。天明6年（1786年）脱稿、寛政3年（1791年）刊行。

## 概要
1738年に生まれた林子平は、洋学者との交流を通じて海外事情について研究を行い、1771年に日本に来航したはんべんごろうが残した数通の書簡の中で、ロシアの日本侵略の意図と蝦夷地蚕食の危険を警告したことから、ロシアの南下政策に危機感を抱き、海防の充実を唱えるために本書を記した。
海国兵談の刊行目標は当初1000部であった。しかし、江戸幕府の軍事体制の不備を批判する内容であったため出版に応じる書店がなかった。このため、自家蔵版となったが、巻数が多く、寛政3年（1791年）に39部の刊行を終えたところで幕府から召還を受け、翌年には版木を没収された。しかし、林は自写による副本を持っており、後世に伝わることとなった。
本書は、日本の地理的環境を四方を海に囲まれた島国、すなわち海国として捉え、外国勢力を撃退するには近代的な火力を備えた海軍の充実化と全国的な沿岸砲台の建設が無ければ不可能であると説いている。特に政治の中枢である江戸が海上を経由して直接攻撃を受ける可能性を指摘して、場合によっては江戸湾の入口に信頼のおける有力諸侯を配置すべきであると論じた。また、強力な海軍を有するためには幕府権力と経済力の強化の必要性も併せて唱えている。
概論に留まった部分もあるものの、19世紀に入ると実際に江戸湾の海防強化政策が幕府によって採用されているなど、幕末海防論の起点となり近代日本の富国強兵論に影響を及ぼした。後に日本海軍の戦略家である佐藤鉄太郎の軍事思想にも、本書は影響を及ぼしている。
安政3年（1856年）7月、幕府は再刊を許した。